# ريكي ونسلو
ريكي ونسلو (بالإنجليزية: Rickie Winslow)‏ مواليد 26 يوليو 1964، هو لاعب كرة سلة أمريكي سابق بدأ مسيرته الاحترافية في سنة 1988. يبلغ طوله 6 قدم 8 بوصة (2.0 م). اعتزل اللعب في 2000.

## فرق لعب لها
- ميلووكي باكز
- سي بي إستوديانتس
- بالاكانسترو كانتو
- باسكت سرقسطة 2002
- تورك تيليكوم

## روابط خارجية
- ريكي ونسلو على موقع إن بي أي (الإنجليزية)
- ريكي ونسلو على موقع سبورتس رفرنس (الإنجليزية)
- ريكي ونسلو على موقع الدوري الإسباني لكرة السلة (الإسبانية)
- ريكي ونسلو على موقع كرة السلة الأوروبية.كوم (الإنجليزية)
- ريكي ونسلو على موقع كلية كرة السلة في سبورتس رفرنس.كوم (الإنجليزية)
- ريكي ونسلو على موقع ريلجم (الإنجليزية)
- ريكي ونسلو على موقع بروبوليرز (الإنجليزية)
- ريكي ونسلو على موقع سبورتس رفرنس (الإنجليزية)